# Menura
Menura is een geslacht van zangvogels uit de familie liervogels (Menuridae).

## Soorten
Het geslacht kent de volgende soorten:
- Menura alberti – Alberts liervogel
- Menura novaehollandiae – Liervogel